# Georges de Brandebourg-Ansbach

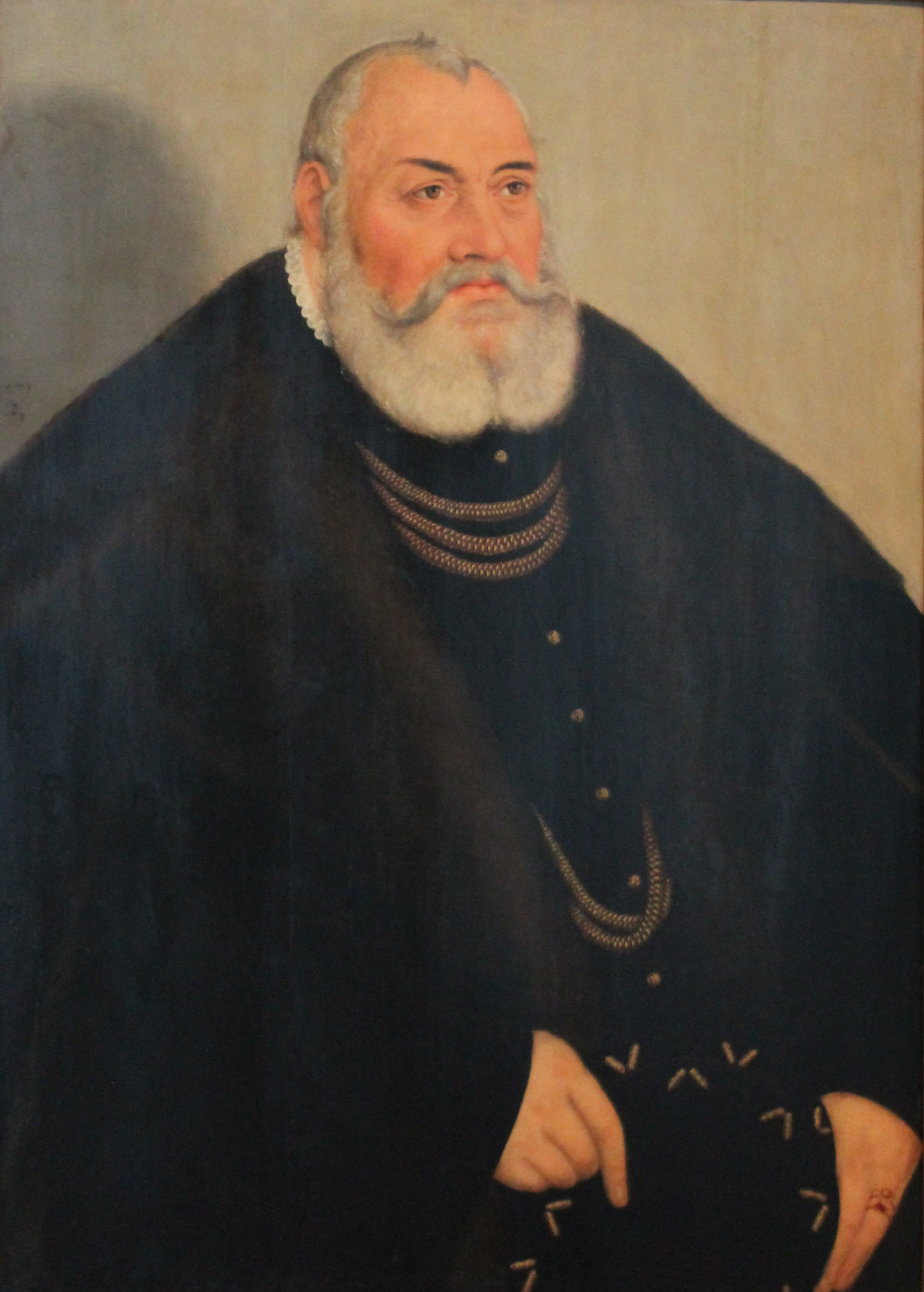
Georges, dit « le Pieux », Principauté d'Ansbach par Lucas Cranach le Jeune

Georges, dit der Fromme, « le Pieux » (4 mars 1484, Ansbach – 27 décembre 1543, Ansbach) est margrave de Brandebourg-Ansbach de 1515 à sa mort.

## Biographie

### Jeunesse
Georges est le deuxième fils du margrave Frédéric II de Brandebourg-Ansbach et de Sophie Jagellon, fille du roi Casimir IV de Pologne et d'Élisabeth de Habsbourg. Par sa mère, il est lié à la cour royale de Hongrie et entre au service de son oncle Vladislas II en 1506. Ce dernier le considère comme un fils et lui confie le duché d'Opole en 1515, puis le fait entrer au gouvernement hongrois en 1516 et le nomme tuteur de son fils Louis II.

### Territoire et influence
À la cour, deux clans se forment : le parti magyar sous la conduite de Jean Zápolya et le parti allemand conduit par Georges, dont la puissance augmenta après l'acquisition des duchés de Ratibor et d'Opole après la signature d'un traité. Chacun de ces duchés a un duc respectif. En outre, Georges fait l'acquisition des territoires d'Oderberg, de Beuthen et de Tarnowitz, garanties du roi de Bohême qui ne pouvait honorer ses dettes.

### Conversion
Par l'acquisition du duché de Jägerndorf (aujourd'hui Krnov), Georges hérite de toute la partie sud-est de la Silésie. Propriétaire et créancier hypothécaire de ces territoires, Georges prépare ses possessions à l'introduction de la Réforme protestante, il en est de même pour la Franconie. Avant tous les princes allemands, les membres de la Maison de Hohenzollern, avant même son frère Albert de Brandebourg, Georges se tourne vers la Réforme : les idées de Martin Luther (1521) ont fait une grande impression sur Georges ; les sermons des prédicateurs évangéliques à Nuremberg en 1522, approfondissent davantage sa foi en l'Église évangélique. Georges Ier de Brandebourg-Ansbach étudie la traduction du Nouveau Testament publié en 1522 et se forge une conviction personnelle. Il entame une correspondance avec Martin Luther, discute avec lui des problèmes importants de la foi. En 1524, il rencontre personnellement Martin Luther pour lui exposer les problèmes de sécularisation des terres de Prusse orientale appartenant à l'Ordre Teutonique dans un duché séculaire appartenant à son frère Albert de Brandebourg, duc de Prusse.
Après l'accession au trône de Louis II, les efforts réformateurs de Georges sont facilités par la reine Marie de Habsbourg. Comme conseiller de Louis II, Georges préconise avec force la cause de la Réforme contre les influences et les intrigues de ses adversaires. Ses rapports avec le duc Frédéric II de Liegnitz et le duc Charles Ier de Munsterberg, tous deux convertis à la foi protestante contribuèrent à l'expansion de la Bible dans ses propres territoires. Mais c'est principalement son énergie, son influence personnelle, son esprit pratique qui lui permettent l'expansion de la nouvelle doctrine et contribuent à la fondation de nouvelles églises évangéliques. Il s'efforce de placer des prédicateurs de la Réforme en Hongrie, en Silésie, en Franconie.

### Réforme en Franconie
Dans ses possessions franconiennes ou avec son frère Casimir de Brandebourg-Kulmbach, Georges assume la régence au nom de son père, dans ces territoires il rencontre de plus grandes difficultés, bien que l'esprit du peuple penche vers la Réforme. En raison de son union avec une princesse bavaroise, son service dans l'armée impériale, son frère reste étroitement lié à l'Église romaine catholique et résiste à la Réforme. Mais la pression dans ses possessions le contraignent à laisser prêcher la nouvelle doctrine de Martin Luther, mais assure la pérennité des vieux rites de l'Église catholique romaine, même ceux contraires à la Réforme.
Georges proteste contre les demi-mesures prises par son frère Casimir et montre son mécontentement concernant les résolutions hésitantes d'octobre 1526. Après la mort de son frère, Georges devient l'unique prince régnant, il peut entreprendre avec succès et effectuer la Réforme dans les possessions franconiennes. Dans cette tâche, il est aidé par des conseillers tels que Johann von Schwarzenberg et par les nouvelles résolutions de l'État d'Ansbach (1528). Dans le même temps, Georges maintient sa correspondance avec Martin Luther et Philippe Melanchthon, discutant de questions tels que l'évangélisation des monastères, l'utilisation des biens monastiques à des fins d'évangélisation, mais également destinés aux écoles pour le peuple, aux lycées pour l'éducation des jeunes hommes voués au service de l'État et de l'Église. Il tente de gagner, par sa correspondance continue avec Martin Luther et d'autres réformateurs tels qu'Urbanus Rhegus, des hommes efficaces pour la prédication de la Bible et pour l'organisation de la Réforme.

### Influence au-delà des possessions
L'influence de Georges de Brandebourg-Ansbach se manifeste également dans le développement de la Réforme en Allemagne. Une union des Églises évangéliques du nord et du sud de l'Allemagne est considérée comme un moyen de défense contre les mesures de rétorsions de l'Église catholique romaine. Georges rencontre Jean de Saxe en 1529, tous deux étudient certains articles de la foi et de la confession élaborée par Martin Luther. À Schwabach, une commission produit dix-sept articles sur la base des quinze thèses de l'entretien de Marbourg.
À la réunion de Schwabach, à la Ligue de Smalkade (1531) Georges de Brandebourg-Ansbach n'approuve pas la résistance armée contre Charles Quint, même en légitime défense. Il s'opposa énergiquement à Charles V du Saint-Empire lors de la Diète d'Augsbourg en 1530. Lorsque Charles Quint exige la prohibition de la prédication évangélique, Ferdinand de Habsbourg tente d'attirer Georges en lui promettant des territoires en Silésie au cas où il apporterait son soutien à l'Empereur, Georges refuse cette proposition. Aux côtés de l'électeur de Saxe, il est un des principaux princes à défendre la foi luthérienne. Après le décès de son cousin, Joachim Ier de Brandebourg, qui est un catholique romain très pieux, il aide les fils de ce dernier à introduire l'Église réformée dans les possessions brandebourgeoises. Georges prend part à la réunion de Ratisbonne en 1541 où l'électeur Joachim II de Brandebourg tente une dernière fois de jeter un pont entre les catholiques romains et les protestants, avec son neveu il demande l'appui de Martin Luther. La réunion de Ratisbonne est la dernière réunion religieuse à laquelle Georges assiste.
Il est inhumé en l'église de Heilsbronn.

## Mariages et descendance

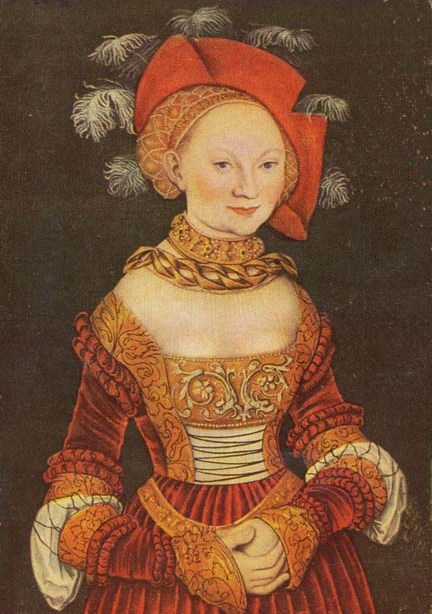
Émilie de Saxe, la troisième épouse de Georges de Brandebourg-Ansbach.

En 1509, Georges épouse Béatrice Frankopan (1480-1510), elle-même veuve de Jean Corvin ; ils n'ont pas d'enfants.
Veuf, il se remarie en 1525 avec Edwige de Münsterberg-Oels (1508-1531), fille du duc Charles Ier de Münsterberg-Œls. Deux enfants sont nés de cette union :
- Anne-Marie de Brandebourg-Ansbach (1526-1589), épouse en 1544 le duc Christophe de Wurtemberg ;
- Sabine (1529-1575), épouse en 1548 l'électeur Jean II Georges de Brandebourg.

De nouveau veuf, Georges épouse en troisièmes noces le 25 août 1533 Émilie de Saxe (1516-1591), fille du duc Henri IV de Saxe. Quatre enfants sont nés de cette union :
- Sophie (1535-1587), épouse en 1560 le duc Henri XI de Legnica ;
- Barbara (1536-1591) ;
- Dorothée-Catherine de Brandebourg-Ansbach (1538-1604), épouse en 1555 le burgrave Henri V de Plauen ;
- Georges-Frédéric (1539-1603), margrave de Brandebourg-Bayreuth.